# Gulgastrura reticulosa
Gulgastrura, Gulgastruridae, Gulgastruroidea
Super-famille
Famille
Genre
Espèce
Gulgastrura reticulosa, unique représentant du genre Gulgastrura, de la famille des Gulgastruridae et de la super-famille des Gulgastruroidea, est une espèce de collemboles.

## Distribution
Cette espèce est endémique de Corée du Sud. Elle se rencontre à l'entrée de la grotte Gossidonggul dans la province du Gangwon.

## Publications originales
- Super-famille des Gulgastruroidea et famille des Gulgastruridae :
  - (en) Byung-Hoon Lee et Jean-Marc Thibaud, « New Family Gulgastruridae of Collembola (Insecta) Based on Morphological, Ecobiological and Molecular Data », Korean journal of biological sciences, 1998, vol. 2, p. 451-454 (lire en ligne).
- Genre Gulgastrura et espèce Gulgastrura reticulosa
  - (en) Ryōzō Yoshii, « Results of the Speleological Survey in South Korea 1966. IV. Cave Collembola of South Korea », Bulletin of the National Science Museum, 1966, vol. 9, no 4, p. 541-561.